# Pema Dechen

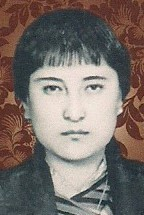
Pema Dechen. 1932

Ashi Pema Dechen (bhutanisch པདྨ་བདེ་ཆེན, 1918–1991) war Königingemahlin von Bhutan.

## Leben

### Jugend
Pema Dechen wurde 1918 im Wangducholing Palace geboren. Ihre Eltern waren Chumed Zhalgno, Dasho Jamyang aus der Tamzhing Choji/Myo-Familie und Ashi Decho, der Tochter von Ashi Yeshay Choden (der Schwester von Druk Gyalpo Gongsar Ugyen Wangchuck).
Sie hatte zwei Brüder und zwei Schwestern, sowie weitere Halbgeschwister aus zweiten Ehen ihrer Eltern:
- Dasho Gonpo Dorji, Chumed Zhalgno.
- Ashi Phuntsho Choden (1911–2003).
- Dasho Lam Nado (1920–1989).
- Ashi Chimi.

Von Jugend an erhielt Ashi Pema Dechen eine traditionelle Bildung.

### Ehe und Familie
Sie heiratete 1932 Bhutans zweiten König, Jigme Wangchuck, einen Cousin, als sie 14 Jahre alt war. Pema Dechen war die Halbschwester des mütterlichen Großvaters der damaligen Königin von Bhutan, Jetsun Pema und sie war die Urgroßmutter des Fünften Druk Gyalpo, Jigme Khesar Namgyel Wangchuck.
Ihre ältere Schwester, Ashi Phuntsho Choden (1911–2003), war die erste Frau ihres Ehemannes seit 1923, als sie 12 Jahre alt war. Die Hochzeit fand im Thinley Rabten Palace, Phodrang, statt.
Ihre Kinder mit dem Zweiten Druk Gyalpo waren:
- Prinzessin (Druk Gyalsem) Choki Wangmo Wangchuck (geb. 1937).
- Prinz (Druk Gyalsey) Namgyel Wangchuck, 26. Penlop von Paro (geb. 1943).
- Prinzessin (Druk Gyalsem) Deki Yangzom Wangchuck (geb. 1946).
- Prinzessin (Druk Gyalsem) Pema Choden Wangchuck (geb. 1949).

## Tod
Sie verstarb 1991 im Samchoeling Palace.
| Vorgänger       | Amt                                        | Nachfolger    |
| --------------- | ------------------------------------------ | ------------- |
| Phuntsho Choden | Königin von Bhutan Queen Consort 1932–1952 | Kesang Choden |
| Phuntsho Choden | Königinmutter von Bhutan 1952–1972         | Kesang Choden |
| Phuntsho Choden | Königin-Großmutter 1972–1991               | Kesang Choden |